# NBK
NBK står får Nykøbing F. Badminton Klub, foreningen er gammel, og har medlemmer fra 2 år og opad, klubben er velbesøgt, men har aldrig haft topspillere, da det kun er en fritidsklub.